# Satair
Satair A/S ist einer der weltgrößten Händler von Ersatzteilen für Flugzeuge und Helikopter. Hauptsitz des Unternehmens ist Kastrup bei Kopenhagen in Dänemark. Das 1957 gegründete Unternehmen erzielt mit etwa 360 Mitarbeitern rund 403 Mio. US-Dollar Umsatz (2010). Im Juli 2011 unterbreitete Airbus ein Übernahmeangebot in Höhe von 500 Mio. US-Dollar.

## Geschichte
Das Unternehmen wurde im Dezember 1957 gegründet. Am 23. Dezember 1957 haben eine Gruppe von Geschäftsleuten, die in der Luftfahrtindustrie engagiert waren, eine neue Organisation gegründet: Scandinavian Air Trading Co. A/S. Die Gründer waren Blicher Jensen, ein Ingenieur bei SAS und zehn seiner Kollegen. Zusammen stellten sie ein Capital von DKK 50.000 auf und verteilten es mehr oder weniger gleichmäßig.
Der Vorsitzende des Unternehmens war Helge W. Hansen und die Adresse von Satair war seine Privatanschrift. Alles den Kauf und Verkauf betreffend wurde von den elf Stakeholdern übernommen und die Bücher führte die Frau von Helge W. Hansen.
Satair expandierte und benötigte ein größeres Büro und mehr Mitarbeiter. Die Sekretärin „Tove Jeppesen“ wurde als erste Mitarbeiterin eingestellt.
Satair hatte 24 Mitarbeiter und erwirtschaftete jährlich 20 Millionen DKK an Nettoumsatzerlösen. Das Geschäft wuchs weiter und so beschloss die Geschäftsführung im Jahr 1979 den Bau eines neuen Lager- und Bürogebäudes in der Amager Landevej 151 in Kastrup, Dänemark.
Satair beschäftigte 1980 65 Mitarbeiter und die Umsatzerlöse nahmen die 100-Millionen-Schwelle (DKK). Die Gebäude von Satair wurden 1981 durch einen Brand vernichtet. Kurz vor Weihnachten brach in den frühen Morgenstunden des 22. Dezembers ein Feuer im alten Lager aus. 1986 gründet Satair eine Tochtergesellschaft in den Vereinigten Staaten und eröffnet 1988 eine Niederlassung in Singapur.
1994 zog sich Satairs CEO, Knud Soerensen, nach 35 Dienstjahren im Alter von 72 Jahren aus dem Unternehmen zurück. John Staer wurde zu seinem Nachfolger ernannt. Satair gründete Tochtergesellschaften in Malaysia und China und übernahm Unternehmen in Frankreich und der Schweiz.
Am 3. Juni 1997 erhielt Satair A/S die Zulassung an der Kopenhagener Börse.
Im Jahr 2000 überschritten Satairs Umsätze die 1-Milliarde-Marke (DKK). Neue Konzepte wurden eingeführt: Satair Direct – das e-Commerce-Konzept des Konzerns – und IPP, ein neues Servicekonzept. 2001 beschloss Satair, seine OEM-Aktivitäten mit der in England ansässigen Firma C.J.Fox & Sons Ltd. zu fusionieren und gründete die Satair Hardware Group. 2003 erwarb Satair die beiden Unternehmen Lentern (Flugzeuge) Ltd und Lentern International Inc.
2005 unterzeichnete Satair mit der in den USA ansässigen Pall Corporation eine Vereinbarung über den Erwerb von Palls Vertriebsaktivitäten für Pall-Produkte im kommerziellen Aftermarket in Nord- und Südamerika.
2008 erwarb Satair eine 49%ige Beteiligung am chinesischen Reparaturunternehmen Sichuan Ruibo. 2010 schloss Satair den Kauf von Aero Hardware in den USA ab und erwarb im Folgejahr die im England ansässige Aero Quality Sales.
Ab November 2011 wurde Satair A/S von der NASDAQ OMX Kopenhagen genommen und zu einer 100% Tochtergesellschaft von Airbus und setzt seine Geschäftstätigkeit als unabhängige Marke im Eigentum von Airbus fort.
Airbus Material & Logistics Management und Satair A/S wurden offiziell am 1. Januar 2014 in eine gemeinsame Organisation – Satair Group – zusammengeführt. Darüber hinaus wurde ein Standort in Singapur eröffnet. Die Leistungen umfassen das Ersatzteilmanagement, Ersatzteilservice und Support für alle Flugzeugtypen. Die Satair Group hat ihren Hauptsitz in Hamburg, Deutschland und Kopenhagen, Dänemark. An ihrer Spitze steht der CEO Bart Reijnen.